# Nicolas Hulot

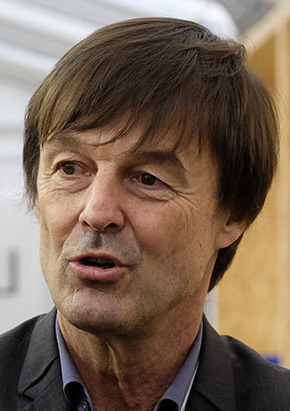
Nicolas Hulot (2015)

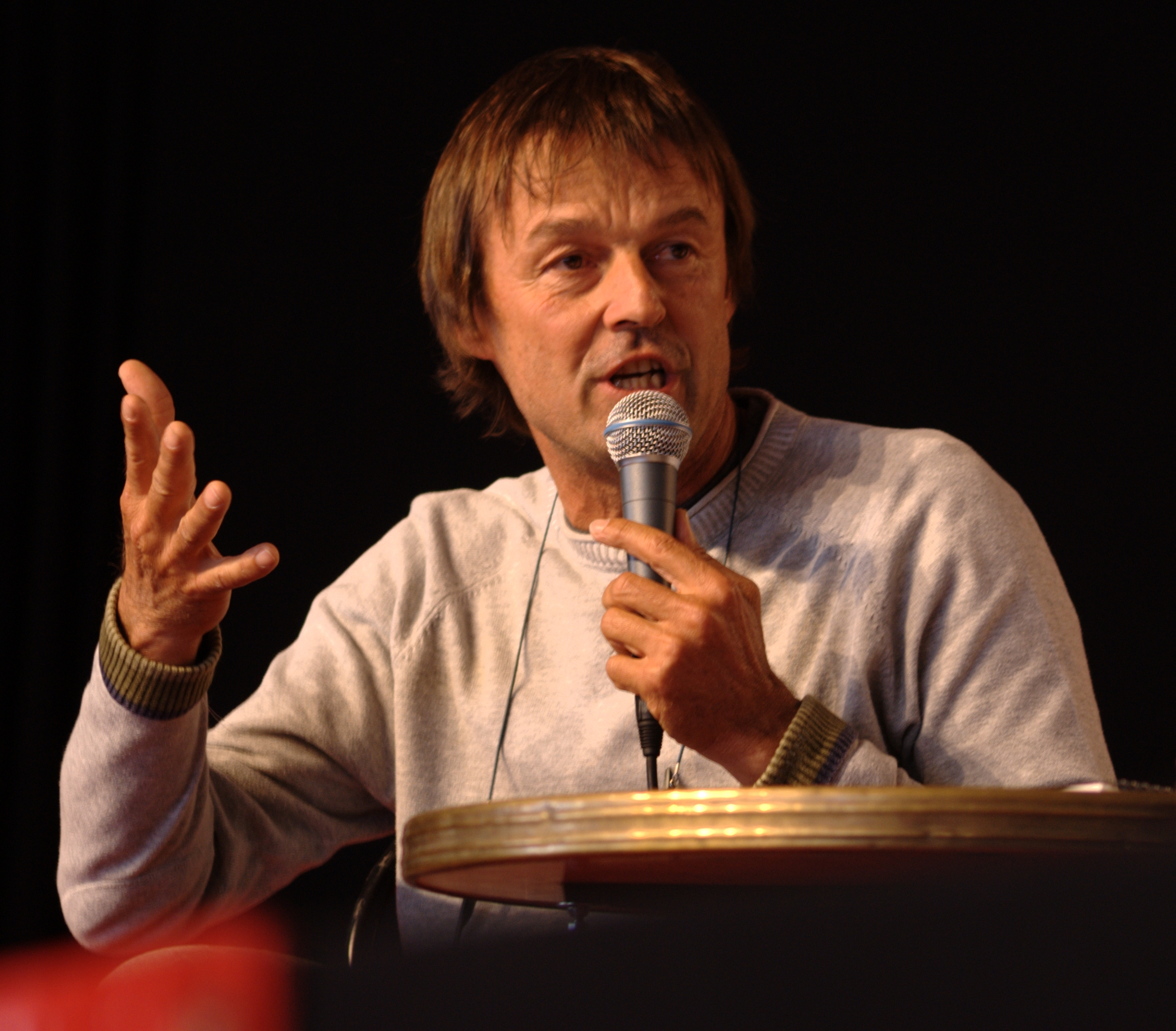
Nicolas Hulot (2008)

Nicolas Jacques André Hulot (* 30. April 1955 in Lille) ist ein französischer Fernsehmoderator, Umweltschützer, Filmemacher und Politiker. Ab 17. Mai 2017 war er stellvertretender Premierminister (Ministre d’État, „Staatsminister“) und Umweltminister („Minister für den ökologischen und solidarischen Übergang“) von Frankreich. Im August 2018 kündigte er an, sein Ministeramt niederzulegen und sich aus dem politischen Leben zurückzuziehen.

## Karriere als Journalist und Moderator
Ab 1973 arbeitete Hulot als Fotojournalist für die französische Bildagentur Sipa Press. Später war er Radiojournalist und Produzent bei France Inter. Von 1987 bis 2012 präsentierte er auf dem Fernsehsender TF1 Dokumentationsserien mit Themenschwerpunkt Natur und Umweltschutz: Zunächst Ushuaïa, le magazine de l’Extrême, dann kurzzeitig Opération Okavango und ab 1998 Ushuaïa Nature. Inspiriert von diesen Serien sendet die TF1-Gruppe seit 2005 den Spartensender Ushuaïa TV.
Im Jahre 2009 erschien der Dokumentarfilm Unsere Welt (Originaltitel: Le Syndrome du Titanic) von Nicolas Hulot und Jean-Albert Lièvre (mit Ulrich Wickert als Synchronsprecher in der deutschen Version).

## Politisches Engagement
Hulot engagierte sich politisch insbesondere im Vorfeld von Präsidentschaftswahlen für ökologische Themen. Bei der Präsidentschaftswahl 2002 unterstützte er Jacques Chirac, der ihm vergeblich das Amt des Umweltministers anbot.
2006 bewegte er fünf Amtsanwärter für die Präsidentschaftswahl 2007 zur Unterschrift unter einen „Pakt für die Umwelt“ für eine entschlossene „grüne Politik“ im Falle einer Wahl.
Im April 2011 gab er seine Kandidatur zu den Präsidentschaftswahlen 2012 bekannt, unterlag aber bei den Vorwahlen der Partei Europe Écologie-Les Verts. Als Ziel bei einem Wahlerfolg gab er an, er wolle „den Weg frei machen für eine neue, ökologische und soziale Gesellschaft“.

## Umweltminister
Am 17. Mai 2017 ernannte Präsident Emmanuel Macron Hulot zum Umweltminister im Kabinett Philippe.
Dieses Übergangskabinett trat (wie in Frankreich üblich) kurz nach dem zweiten Wahlgang der Parlamentswahl (18. Juni 2017) zurück. Hulot wurde auch im Kabinett Philippe II Umweltminister.
Hulot mahnte „realistische und erfüllbare Szenarien“ beim Rückbau der Kernenergie in Frankreich an. Es gebe bislang keine klare Strategie, wie ein Anteil von 50 Prozent Atomstrom am Energiemix erreicht werden könne.
Seit der Verabschiedung des Gesetzes zum Atomausstieg im Juli 2015 sei kaum etwas unternommen worden. Nun müsse ein Plan zum weiteren Vorgehen aufgestellt werden.
Am 28. August 2018 kündigte er im französischen Radiosender France Inter an, sein Amt niederzulegen und sich aus dem politischen Leben zurückzuziehen. Er begründete diesen Schritt mit den Worten: „Ich mag nicht länger lügen.“ Die Umwelt und der Klimawandel hätten für Macron keine Priorität.
Wörtlich sagte Hulot in dem Interview: « Je ne veux plus me mentir. [...] Je sais que seul je n’y arriverai pas. [...] J’ai un peu d’influence, je n’ai pas de pouvoir. » (deutsch: „Ich will mich nicht länger selbst belügen.(…)  Ich weiß, dass ich alleine nichts erreichen werde. […] Ich habe ein bisschen Einfluß, aber keinerlei Macht.“) Unter anderem beklagte er « la présence des lobbys dans les cercles du pouvoir » (deutsch: „die Anwesenheit von Lobbyisten in den Kreisen der Macht“).

## Stiftung Ushuaïa
Im Jahre 1990 gründete Nicolas Hulot die Stiftung Ushuaïa. Sie widmete sich der Umweltbildung und bot dazu insbesondere pädagogisch aufbearbeitetes Unterrichtsmaterial für Lehrer und Vereinen an. Seit 1995 heißt sie Fondation Nicolas-Hulot pour la nature et l’homme (deutsch: Stiftung Nicolas Hulot für die Natur und den Menschen) und ist Mitglied der IUCN. Ein Beispiel für eine Kampagne der Stiftung ist « SOS – Mer Propre » zur Sensibilisierung der Bevölkerung für den Meeresschutz im Jahr 1998. Zusammen mit der Fondation de France wurde im Jahr 2004 in Le Guerno, Département Morbihan, ein Bildungszentrum zum Thema Biodiversität unter dem Namen École Nicolas Hulot pour la Nature et l’Homme eröffnet. Beim Grenelle de l’environnement, einem im Jahr 2007 von Präsident Nicolas Sarkozy initiierten Diskussionsforum über Umweltthemen, war die Fondation aktiv beteiligt.
Im Januar 2013 wurde eine Denkfabrik mit dem Ziel gegründet, durch interdisziplinäre Arbeitsweise konkrete Vorschläge für Fragen zur nachhaltigen Entwicklung auszuarbeiten. Er besteht aus renommierten Experten aus verschiedenen Bereichen, etwa Jean Jouzel, Jean-Christophe Victor, Dominique Bourg und Jean Claude Ameisen.
Die Stiftung hat etwa 25 festangestellte Mitarbeiter, der Sitz ist in Boulogne-Billancourt bei Paris.

## Privat, Sonstiges
Hulot ist seit Oktober 2002 in zweiter Ehe mit Florence Lasserre verheiratet. Die beiden haben zwei Söhne. Die Familie wohnt in Saint-Lunaire (Bretagne).
Eine Enkelin des ehemaligen Staatspräsidenten François Mitterrand hat Hulot 2008 vorgeworfen, sie 1997 vergewaltigt zu haben; die Voruntersuchung wurde jedoch wegen Verjährung eingestellt.
Ende November 2021, einen Tag bevor der Ausstrahlung einer Fernsehreportage, die ihn weiterer Vergewaltigungen und Übergriffe bezichtige, kündigte Hulot den endgültigen Rückzug in die Privatsphäre und den Rücktritt von allen Stellungen, auch bei seiner Stiftung, an; Hulot stritt alle Anschuldigungen ab, dennoch ordnete die Staatsanwaltschaft eine Untersuchung der Fälle an.
Als Regierungsmitglied deklarierte er sein Vermögen mit gut 7,2 Millionen Euro. Hulot besitzt ein Haus auf Korsika und neun eigene Motorfahrzeuge, darunter einen Land Rover und ein Motorboot. Hulot vermarktet Kosmetikprodukte unter dem Namen seiner Fernsehsendung Ushuaïa.
Zu Hulots Hobbys zählt der Motorsport; 1980 nahm er an der Rallye Dakar teil, erreichte das Ziel jedoch nicht.